# Luwero (district)
Luwe(e)ro is een district in Centraal-Oeganda. Luweero telde in 2014 456.958 inwoners en in 2020 naar schatting 523.600 inwoners op een oppervlakte van 2218 km². Meer dan 20% van de bevolking woont in stedelijk gebied.
Het district telt drie county's: Katikamu North, Katikamu South en Bamunanika. Verder telt het district drie steden (towns): Luwero (de hoofdplaats van het district), Wobulenzi en Bombo, alle gelegen in county Katikamu North.
Midden jaren 1980 werd er in het district hevig strijd gevoerd tussen het regeringsleger en het National Resistance Army.